# Gymnopleurus geoffroyi
Gymnopleurus geoffroyi es una especie de escarabajo del género Gymnopleurus, familia Scarabaeidae. Fue descrita científicamente por Fuessly en 1775.
Se distribuye por la región paleártica. Habita en Alemania, Suiza, República Checa, Austria, Rusia, Bosnia y Herzegovina, Croacia, Macedonia, Albania, Ucrania, Turquía, Chipre, Armenia, Egipto, Argelia, Túnez e Irán.

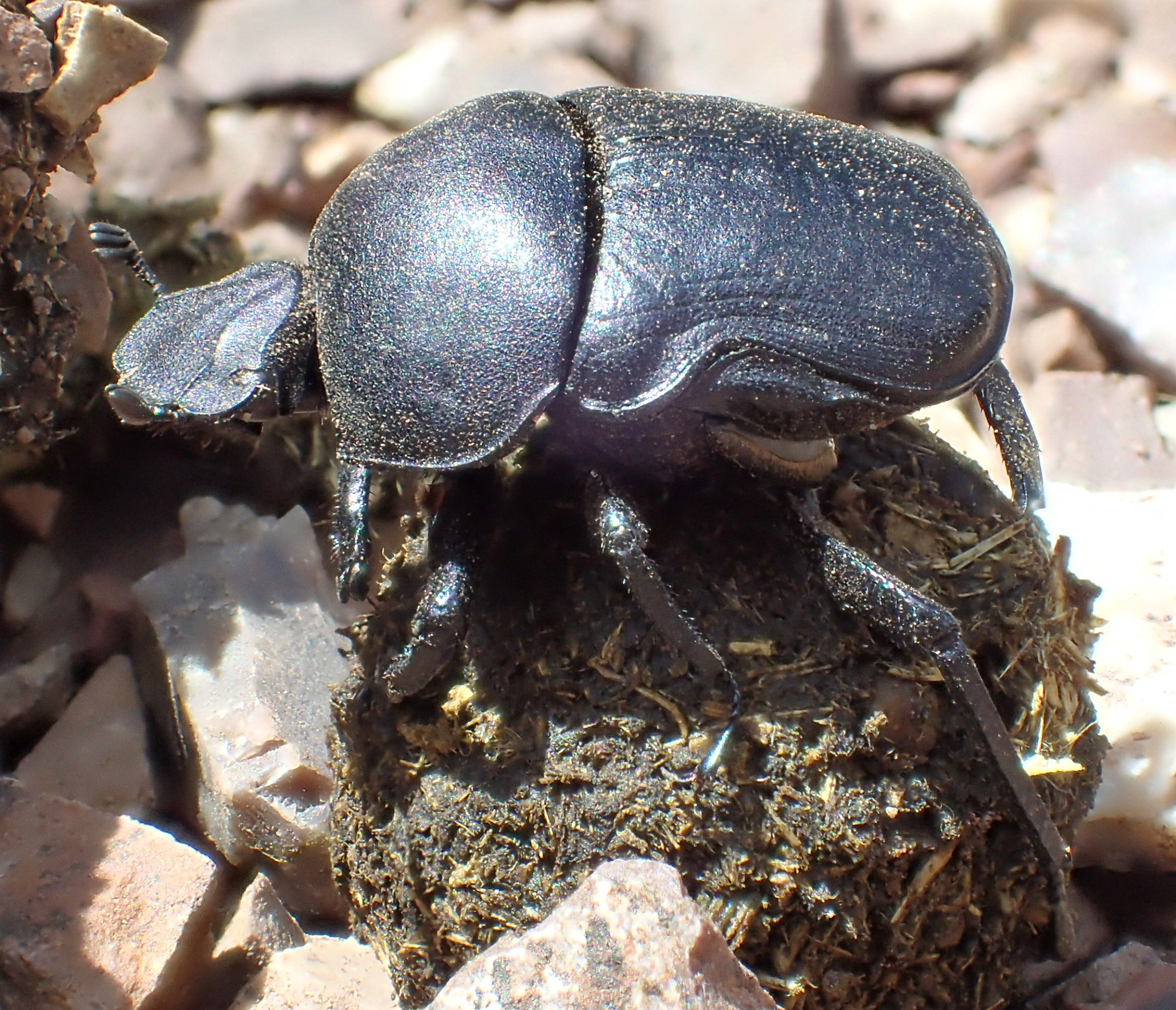
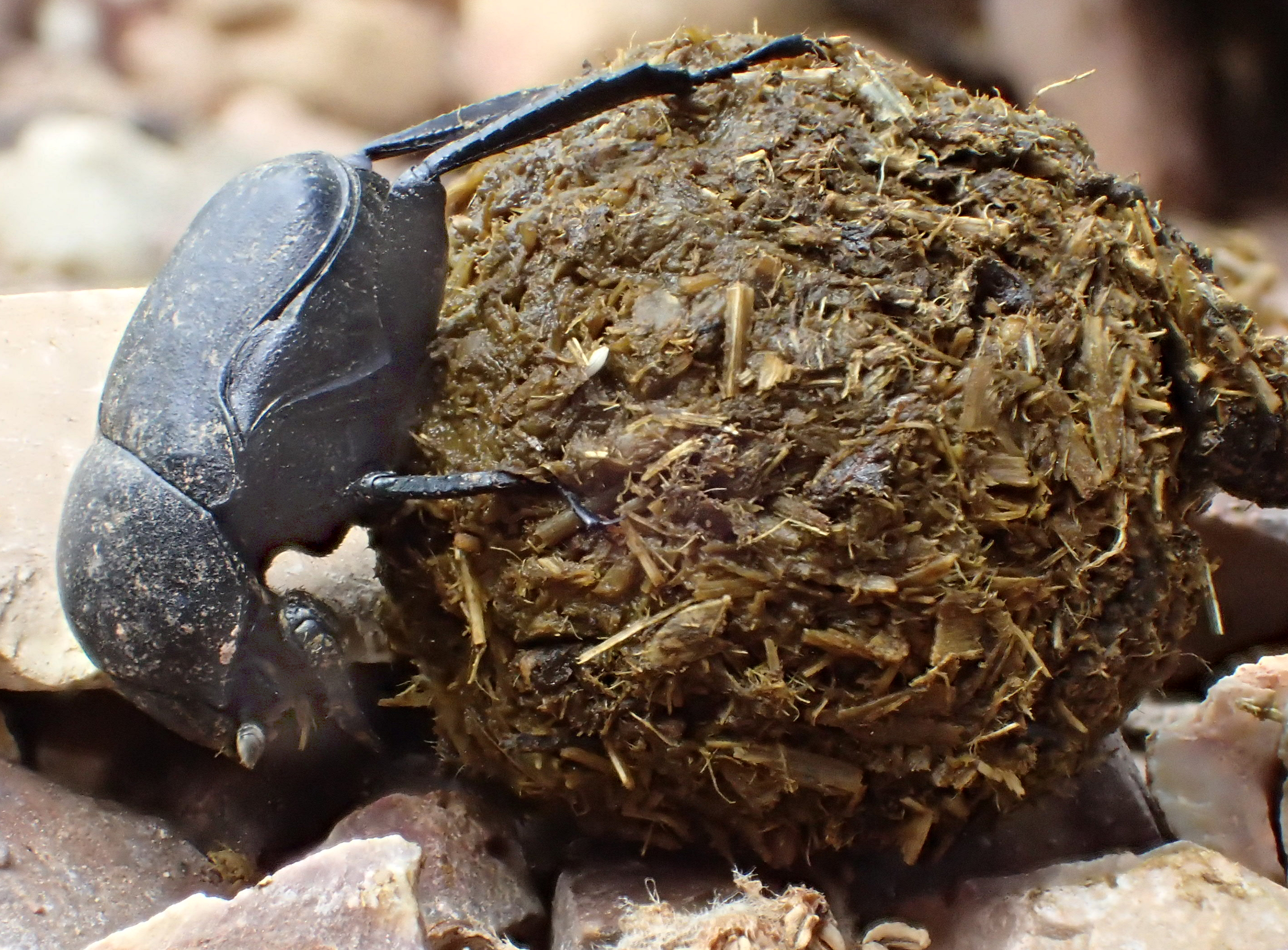
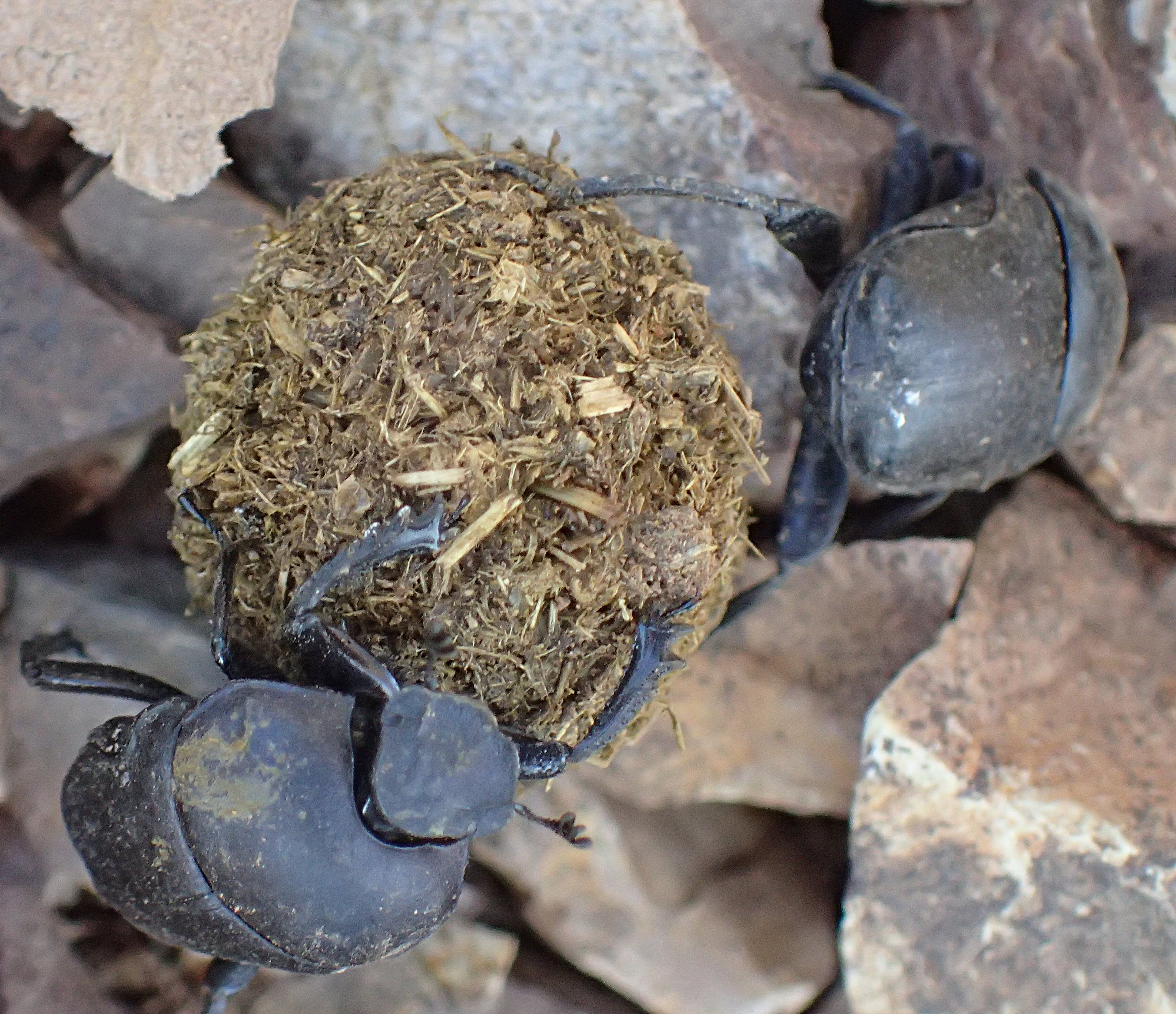
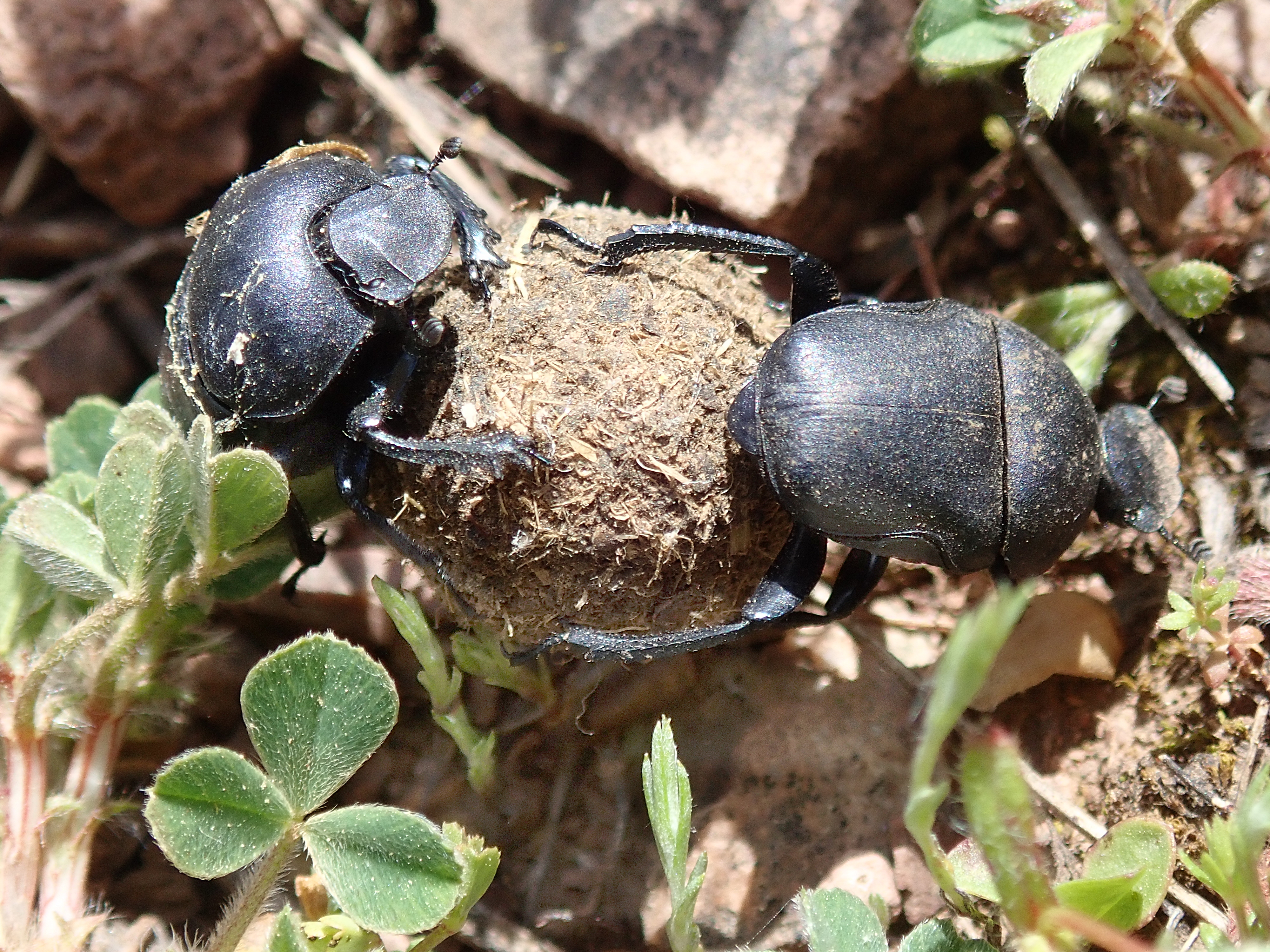